# Fraisses
Fraisses è un comune francese di 4 117 abitanti situato nel dipartimento della Loira della regione dell'Alvernia-Rodano-Alpi.

## Società

### Evoluzione demografica
Abitanti censiti